# Francis Spufford
Francis Spufford (1964) è uno scrittore britannico.

## Biografia
Nato nel 1964, vive e lavora vicino a Cambridge.
Dopo aver conseguito un Bachelor of Arts in letteratura inglese all'Università di Cambridge nel 1985, ha lavorato per un triennio alla Chatto & Windus ricoprendo l'incarico di capo editore  prima di dedicarsi a tempo pieno alla scrittura e all'insegnamento.
Ha iniziato la sua carriera come saggista ed editore in antologie e, dopo un'opera biografica sulla sua infanzia, The Child That Books Built: A Life in Reading (2002) e un esperimento tra fiction e non fiction, L'ultima favola russa (2010), ha esordito nella narrativa nel 2016 con il romanzo Golden Hill. 
Giornalista per il Guardian, insegna al Goldsmiths College di Londra.

## Opere

### Romanzi
- Golden Hill (2016), Torino, Bollati Boringhieri, 2017 traduzione di Carlo Prosperi ISBN 978-88-339-2914-9.
- Una luce che non si spegne (Light Perpetual, 2021), Torino, Bollati Boringhieri, 2022 traduzione di Maria Giulia Castagnone ISBN 978-88-339-3730-4.

### Saggi
- I May Be Some Time: Ice and the English Imagination (1996)
- Backroom Boys: The Secret Return of the British Boffin (2003)
- L'ultima favola russa (Red Plenty, 2010), Torino, Bollati Boringhieri, 2013 traduzione di Carlo Prosperi ISBN 978-88-339-2376-5.
- Unapologetic: Why, despite everything, Christianity can still make surprising emotional sense (2012)

### Memoir
- The Child That Books Built: A Life in Reading (2002)

### Antologie
- The Chatto Book Of Cabbages And Kings: Lists In Literature (1989)
- Cultural Babbage con Jenny Uglow (1997)
- The Vintage Book of The Devil (1997)
- The Antarctic (2008)

## Premi e riconoscimenti
- Somerset Maugham Award: 1997 vincitore con I May Be Some Time[9]
- Costa Book Awards: 2017 vincitore nella categoria "Romanzo d'esordio" con Golden Hill[10]
- Premio Ondaatje: 2017 vincitore con Golden Hill[11]
- Premio Desmond Elliott: 2017 vincitore con Golden Hill[12]
- Encore Award: 2022 vincitore con Una luce che non si spegne[13]